# Кричлоу, Ленора
Лено́ра Изабе́лла Кри́члоу (англ. Lenora Isabella Crichlow, 4 января 1985, Лондон) — английская актриса, наиболее известная по роли Энни в сериале «Быть человеком».

## Биография
Отец Кричлоу — общественный деятель и гражданский активист Фрэнк Гилберт Кричлоу, уроженец острова Тринидад, перебравшийся в Лондон, где и родилась Ленора. Кричлоу обучалась актёрскому ремеслу в театральной труппе YoungBlood. В 2004 году она снималась в детективном телесериале «Чисто английское убийство» (позднее в том же сериале снялась младшая сестра Леноры, Амандла), а 2006 году дебютировала в кино, снявшись в фильме ужасов «Дикость».
В 2005 году Кричлоу получила одну из главных ролей в сериале «Сладкие чувства», удостоенного международной премии «Эмми» в номинации «лучшая детская или молодёжная программа» и номинированного на BAFTA как лучший драматический сериал. Сериал в течение двух сезонов транслировался Channel 4. В 2007 году Кричлоу сыграла эпизодическую роль в популярном сериале «Доктор Кто».
С 2009 по 2012 годы Кричлоу играла роль привидения Энни в фантастической драме «Быть человеком», заменив Андреу Райсборо после пилотной серии. В 2010 году Кричлоу сыграла главную роль в мини-сериале «Меркантильная девушка», в 2011 году сыграла роль сержанта Лили Томсон в пилотной серии детектива «Смерть в раю».
В 2013 году Кричлоу получила одну из основных ролей в ситкоме ABC «Вернуться в игру».

## Избранная фильмография
| Год          |   | Русское название          | Оригинальное название         | Роль                    |
| ------------ | - | ------------------------- | ----------------------------- | ----------------------- |
| 2004         | ф | Белла и мальчики          | Bella and the Boys            | Стаси                   |
| 2004         | с | Чисто английское убийство | The Bill                      | Ширли Мосс              |
| 2005         | с | Больные                   | Casualty                      | Линде Сюррей            |
| 2005—2006    | с | Сладкие чувства           | Sugar Rush                    | Мария Суит              |
| 2006         | ф | Дикость                   | Wilderness                    | Мэнди                   |
| 2007         | ф | Любимые                   | The Beloved Ones              | Мурен                   |
| 2007         | с | Доктор Кто                | Doctor Who                    | Чин                     |
| 2008         | ф | Смертельный поцелуй       | Kiss of Death                 | Джу Вилей               |
| 2008         | ф | То, что я не сказал       | The Things I Haven't Told You | Мисс Бейкер             |
| 2009—2012    | с | Быть человеком            | Being Human                   | Энни                    |
| 2010         | с | Меркантильная девушка     | Material Girl                 | Эли Редклифф            |
| 2011         | с | Смерть в раю              | Death in Paradise             | сержант Лили Томсон     |
| 2011         | с | Чёрное зеркало            | Black Mirror                  | Виктория Скиллэйн       |
| 2012         | ф | Быстрые девушки           | Fast Girls                    | Шаниа Эндрюс            |
| 2012         | ф | Открытая дверь            | Doors Open                    | Лора Стэнтон            |
| 2013—2014    | с | Вернуться в игру          | Back in the Game              | Джиджи Фернандес-Ловетт |
| 2014—2015    | с | От «А» до «Я»             | A to Z                        | Стефи Беннетт           |
| 2018         | с | Хитрость                  | Deception                     | Дина Кларк              |
| 2020 — н. в. | с | Авеню 5                   | Avenue 5                      | Билли Макэвой           |